# Amanzio Todini
Amanzio Todini (Roma, 1º gennaio 1947 – Roma, 6 giugno 1995) è stato un regista e sceneggiatore italiano.

## Biografia
La carriera di Todini si alterna tra aiuto regia e sceneggiatura. Ha collaborato tra i tanti con Alberto Sordi, Sergio Corbucci e Mario Monicelli. Proprio per quest'ultimo ha scritto anche i dialoghi della serie tv Le due vite di Mattia Pascal, sceneggiato Rai andato in onda nel 1985.
È stato anche dietro la macchina da presa per il sequel I soliti ignoti vent'anni dopo.

## Filmografia

### Regista
- I soliti ignoti vent'anni dopo (1985)
- Nontuttorosa (1986) - film tv

### Aiuto regista
- Giallo napoletano, regìa di Sergio Corbucci (1979)
- Amici miei - Atto IIº, regia di Mario Monicelli (1982)

### Sceneggiatore
- Le due vite di Mattia Pascal, regìa di Mario Monicelli (1985)
- I soliti ignoti vent'anni dopo (1985)
- Rossini! Rossini!, regìa di Mario Monicelli (1991) - non accreditato